# Antiqua

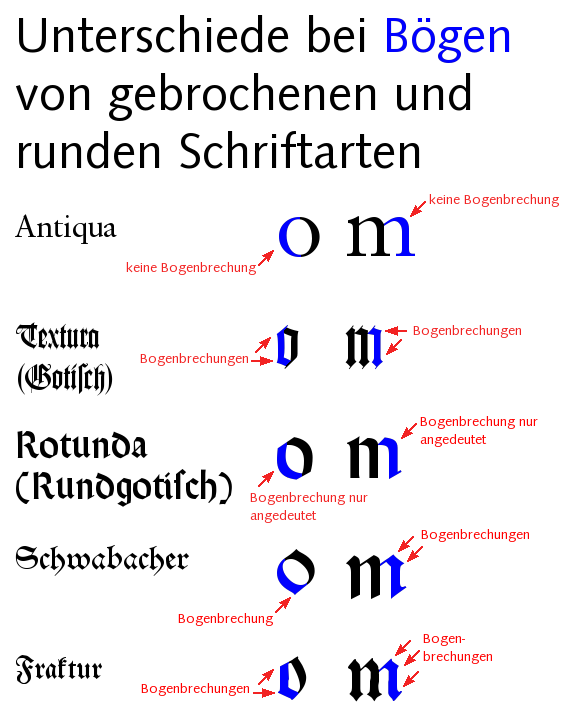
Antiqua im Vergleich: Unterschiede bei Bögen von runden (oberstes Beispiel: Antiqua) und gebrochenen Schriftarten (untere vier Beispiele)

Antiqua (lateinisch antiquus ‚alt‘, ‚einstig‘) bezeichnet die Schriftgattung der ab 1470 für den Buchdruck entstandenen, gut lesbaren Satzschriften des lateinischen Alphabets mit Groß- und Kleinbuchstaben (Majuskeln und Minuskeln), die heutzutage die Standard-Schriftgattung für Mengentext in westlichen Sprachen ist. Diese Schriften kombinierten die römische Majuskelschrift mit der humanistischen Minuskelschrift (einer Buchschrift des italienischen Renaissance-Humanismus). Damit unterscheidet sich die Antiqua von der Schriftgattung der gebrochenen Schriften durch gerundete Bögen in den Lettern und ein meist offeneres und helleres Druckbild. Im englischsprachigen Raum ist für die Schriftgattung Antiqua die Bezeichnung roman üblich. Wenn nur Großbuchstaben verwendet werden, nennt man sie Großantiqua, bei Groß- und Kleinbuchstaben Gemischtantiqua.
Die Antiqua ist auch fünf Jahrhunderte später noch praktisch unverändert in umfangreichem Gebrauch und ist die heute am häufigsten genutzte Schrift für Schriftsysteme basierend auf dem lateinischen, griechischen, armenischen oder kyrillischen Alphabet. Deshalb wirken in dieser Schrift gesetzte Werke aus der Renaissance erstaunlich modern.
Im engeren typografischen Sinne versteht man unter Antiqua die Hauptschriftgruppe klassischer Serifenschriften mit deutlichem Strichkontrast, während serifenbetonte (Egyptienne) und serifenlose Linear-Antiqua (Grotesk) nicht dazu gerechnet werden, obwohl diese durchaus auch auf der Antiqua im allgemeinen Sinne (als Schriftgattung) beruhen.

## Geschichte

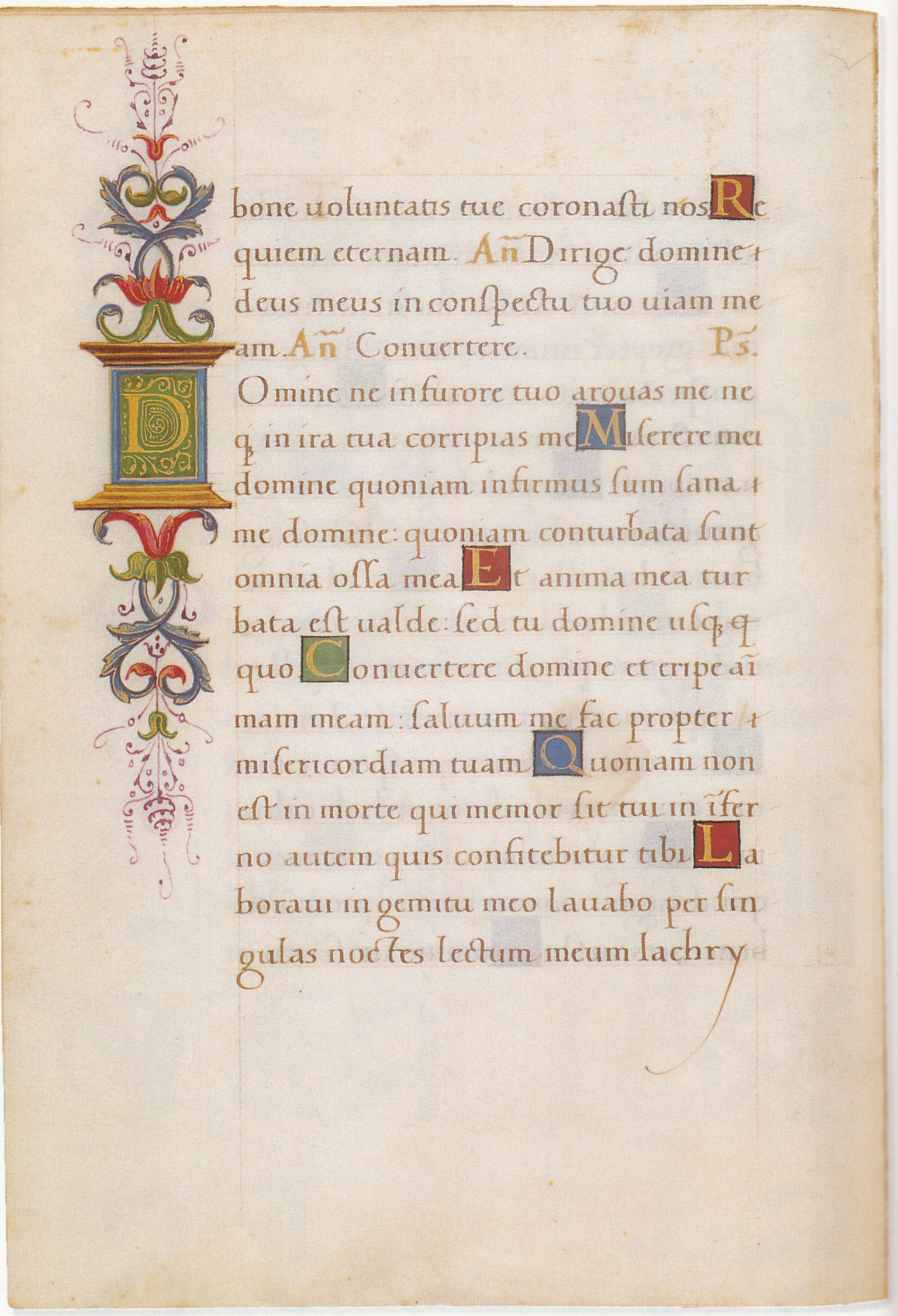
Beispiel der humanistischen Minuskel, ca. 1497–1500.

Die Antiqua bildete sich in der Epoche des Humanismus (15. Jahrhundert) in Italien als zunächst handgeschriebene Buchschrift heraus. In der Gestaltung dieser Schrift beriefen sich die Humanisten, dem Geist der Renaissance entsprechend, auf die ihnen verfügbaren vor-mittelalterlichen Versionen von klassisch-lateinischen Werken. Diese stammten hauptsächlich aus karolingischer Zeit. Von diesem Rückgriff auf vor-gotische und nach humanistischem Ermessen noch vor dem „Verfall“ des Mittelalters liegenden Schriften leitet sich auch die Bezeichnung Antiqua ab. Dieser Begriff leitet sich vom Femininum des lateinischen Adjektiv antiquus (dt. alt, altertümlich) ab. Es handelt sich also um eine Schriftart, die an den alten Schriften wieder ansetzt.
Aus diesem auf frühmittelalterlichen bzw. spätantiken Vorbildern basierenden Schriftbild leiten die Humanisten ihre humanistischen Minuskel ab. Als Majuskeln werden dabei allerdings nicht die gemeinen Formen, sondern die Buchstaben der antiken Capitalis monumentalis verwendet.
Mit dem Aufkommen des Buchdrucks ab 1450 adaptierten die Drucker der Inkunabelzeit die damals üblichen Handschriften für den Buchdruck. So entstand aus der humanistischen Minuskel, einschließlich dieser Kombination aus Majuskeln und Minuskeln, die Antiqua-Satzschrift.
Die Kursivschrift hat eine etwas andere Geschichte. Sie entstand aus der Adaption der humanistischen Kursive für den Buchdruck, und die humanistische Kursive wiederum entstand parallel und eigenständig zur humanistischen Minuskel. Daher sehen die Buchstaben der Kursivschrift auch etwas anders aus als die der „normalen“ Antiqua, etwa die Formen des a und des f. Dennoch kann man die Kursivschrift auch als eine spezielle Form der Antiqua bezeichnen, um sie von gebrochenen Schriften abzugrenzen. Die Kursivschrift wurde schließlich mit der Antiqua kombiniert, wobei die Antiqua für gewöhnlichen Text und die Kursivschrift als Auszeichnungsschrift verwendet wurde. In einer Antiqua-Schriftfamilie ist der kursive Schnitt auf den normalen Schnitt abgestimmt.

### Umfang des Schriftsatzes
Die Antiqua wurde zuerst für lateinische Texte verwendet. Zu den 23 Buchstaben des klassischen Lateins kamen in der Renaissance mit J, V und W drei weitere eigenständige Buchstaben hinzu, was den Umfang des lateinischen Alphabets auf 26 Buchstaben (jeweils als Majuskeln und Minuskeln) erhöhte. Das lange s als Variante für den Kleinbuchstaben s wurde oft verwendet. Die Drucker verwendeten außerdem zahlreiche Abbreviaturen und Ligaturen, die als eigene Glyphen geschnitten wurden. Die Verwendung von Abbreviaturen ging in der Folgezeit zurück, Ligaturen werden hingegen aus schriftästhetischen Gründen bis heute noch verwendet.
Als die Antiqua nach und nach auch für Texte in anderen Sprachen verwendet wurde, wurden zur Erfüllung der Anforderungen dieser Sprachen Erweiterungen des lateinischen Alphabets notwendig, wobei diese oft, aber nicht immer, auf Buchstaben des Grundalphabets und diakritischen Zeichen beruhen.

### Verwendung der Antiqua in Europa und Detailveränderungen der Schrift

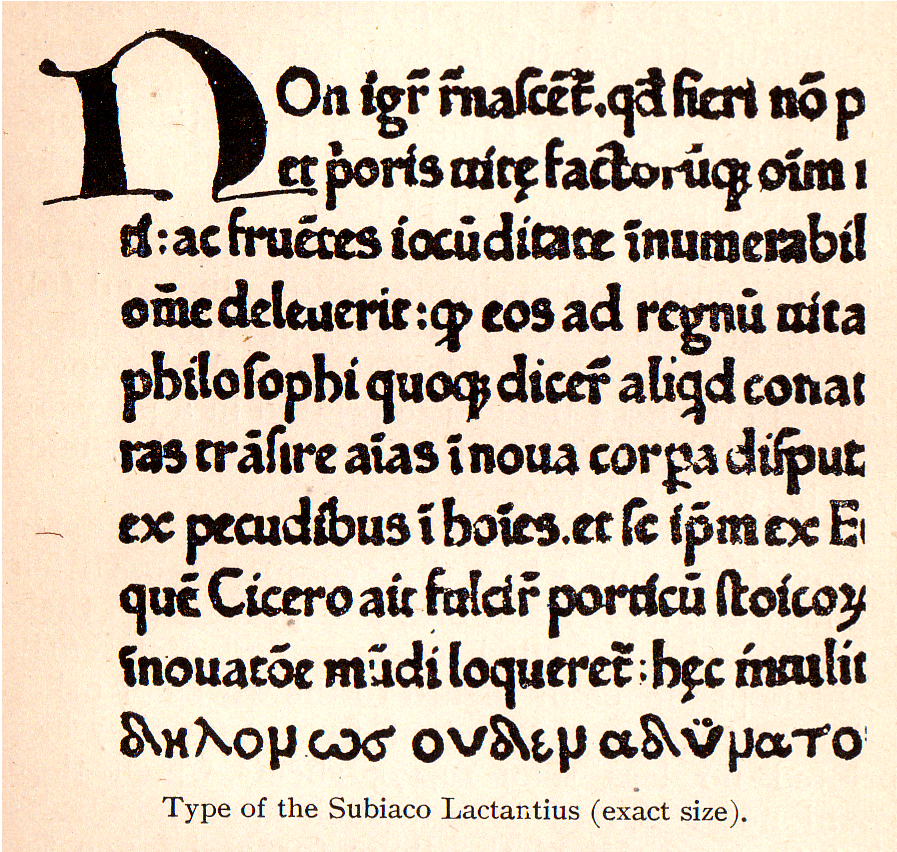
Schriftprobe der Antiqua-Frühform von Sweynheym und Pannartz (1465)

Adolf Rusch gebrauchte 1464 die erste bekannte Antiqua-Druckschrift. Danach schnitten die Deutschen Konrad Sweynheym und Arnold Pannartz, die in Subiaco bei Rom (1465) tätig waren, eine frühe Form der Antiqua für eine Ausgabe von Ciceros De oratore. Diese war aber noch sehr stark der gotischen Tradition verhaftet und von der Gotico-Antiqua nicht deutlich zu unterscheiden. 1469 entwickelten Johann und Wendelin da Spira, ursprünglich aus Speyer, aber in Venedig tätig, eine formalere Form der Antiqua. Diese wurde für den Druck der Epistulae ad familiares von Cicero verwendet. Dank dieser Schrift erhielt Venedig den Ruf des wichtigsten Zentrums für die Antiqua.
Die erste qualitativ überzeugende Antiqua entwickelte der in Venedig lebende Franzose Nicolas Jenson 1470. Die Merkmale dieser Schrift waren der aus der Tradition der Handschrift kommende schräg nach oben verlaufende Querstrich der Minuskel e sowie die oberen Endungen der Majuskel M. Sie hatte noch einige Ähnlichkeiten mit der Handschrift (z. B. die Beibehaltung von Abbreviaturen und Ligaturen), ohne aber diese imitieren zu wollen. Diese Schrift wurde in ganz Italien nachgeahmt und blieb bis zur Weiterentwicklung durch Aldus Manutius die am häufigsten verwendete Type des Landes.

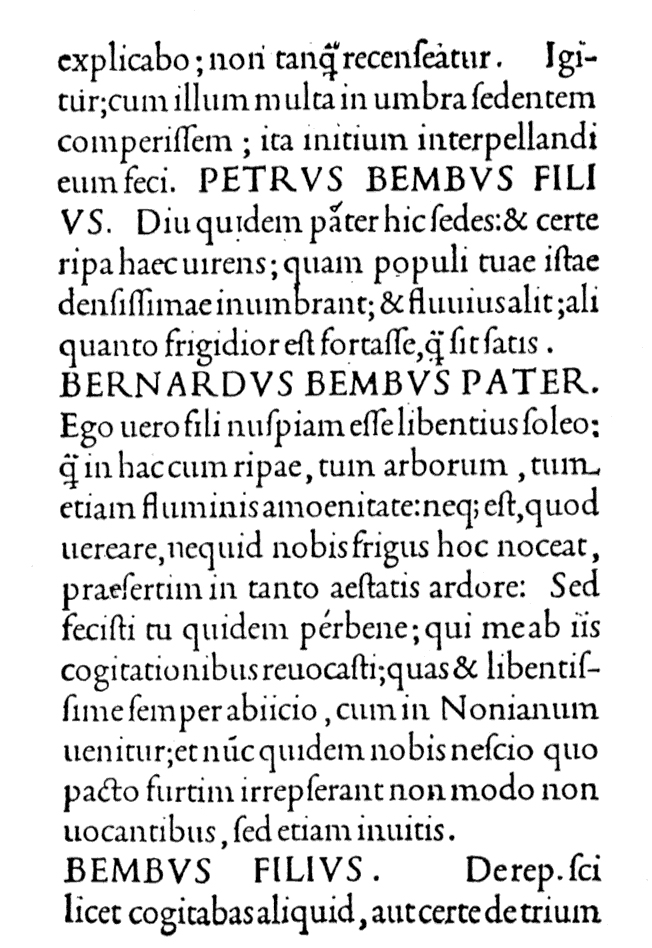
Seite aus De Aetna; gedruckt 1495 bei Aldus Manutius in Venedig

Mit dem Druck von Pietro Bembos De Aetna 1495 durch Aldus Manutius entstand eine neue Form der Antiqua. Diese Schrift, die De Aetna-Type, entfernte sich mehr als die Type Jensons von der handschriftlichen Vorlage und wurde bei der Gestaltung der Majuskeln sehr von den römischen Inschriften beeinflusst. Ein weiteres Merkmal dieser Schrift ist der Kontrast zwischen stärkeren und feineren Strichen.
Die humanistische Kursive, eine Schreibschrift, wurde kurz vor 1500 als Druckschrift ebenfalls in Venedig rezipiert. 1501 erschien ein Buch in einer Antiquakursive bei Aldus Manutius in Venedig; diese Schrift erhielt den Namen Vergil. Mit dieser Type begann Aldus Manutius eine preiswerte Edition von Klassikern, den sogenannten Aldinen. Für dieses Projekt war eine Platz sparende Type der zeitgenössischen Antiqua notwendig, und das gelang mit der Antiquakursiven. Diese Schrift wurde über die Grenzen Italiens bekannt.
Bis dahin war Venedig und damit Italien das Zentrum der neuen Antiquadruckschriftentwicklung der Renaissance gewesen. Nach der politischen Unterteilung Italiens wurde jedoch Frankreich das neue Zentrum. Der französische Schriftschneider Claude Garamond entwickelte die vollendete Antiquaschrift der Renaissance. Sie zeichnete sich durch eine stärkere Betonung von fetten Grund- und feinen Haarstrichen aus und wirkte heller als die vorherigen Schriften. Eine besondere Charakteristik dieser Schrift war zum einen die kleine Punze des e, die sich im oberen Teil der Rundung nach rechts neigte und zum anderen, dass die einzelnen Typen eine unterschiedliche Achsenstellung hatten. Claude Garamond spielte auch für die Entwicklung der Antiquakursive eine bedeutende Rolle. Das Besondere war, dass Garamond gleichzeitig eine Antiquaschrift und als Auszeichnungsschrift die passende Kursive fertigte. Die Schrifttypen Garamonds wurden dann von vielen Druckern im 16. Jahrhundert nicht nur in Frankreich benutzt, sondern sie verbreiteten sich in Antwerpen, Basel und Frankfurt. Dieser Erfolg beruhte auch auf der Veränderung der gesamten Konzeption des Buches.
Im 17. und im 18. Jahrhundert kamen neue Impulse aus den Niederlanden: wie beispielsweise von Dirk und Bartholomeus Vosken aus Amsterdam oder Johann Michael Fleischmann und Christoffel van Dyck aus Haarlem. Die Unterschiede zwischen dieser Schrift und der von Garamond lagen u. a. in der größeren Punze des e, in der Höhe der Minuskel n, sie wurde größer und die Serifen stärker verfeinert. Während die Majuskeln kaum noch einen schrägen Duktus haben, erkennt man bei den Minuskeln noch deutlich ihre Herkunft aus der mit der Feder geschriebenen Humanistenhandschrift.
Durch die vermehrte Nutzung des Kupferstichs bei der Gestaltung der Schrifttypen seit dem 17. Jahrhundert konnten noch stärkere Gegensätze der Strichführung geschaffen werden. Bis zur Mitte des 18. Jahrhunderts wurden die Schrifttypen aus den Niederlanden importiert, danach begann man sie eigenständig umzugestalten. Die niederländischen Schriftinnovationen beeinflussten auch die Entwicklung auf dem englischen Kontinent.
Die in England weiterentwickelte Antiquaschrift hat ein weicheres Schriftbild und die Majuskeln sind breiter gegenüber den niederländischen Typen. William Caslon ist einer der Hauptvertreter der englischen Schriftentwicklung. Er orientierte sich an den Schriften von van Dyck, legte aber bei der neuen Gestaltung weniger Wert auf die Ausformung der Buchstaben und mehr auf die Wirkung des gesamten Schriftbildes. Die bedeutendste Stellung in England nimmt aber John Baskerville ein: Die Typen, die er entwickelte, sind dem Barock zuzuordnen und sehr gut lesbar. Das Schriftbild wirkt breiter, die einzelnen Buchstaben weisen starke Gegensätze der Strichstärken auf, die Majuskeln haben sehr stark betonte Serifen, die Minuskeln haben schräge Anstriche und die Schriftachse ist fast immer senkrecht.
Zur Zeit Ludwigs XIV. wurde Frankreich das Führungsland für die Schriftgestaltung. Als die Imprimerie Royale gegründet wurde, wollte man eine neue Schrift entwickeln, die nicht von jeder Druckerei verwendet werden konnte: Diese Schrift erhielt den Namen Romain du Roi und war ausschließlich für die königliche Druckerei vorgesehen. Es handelte sich bei ihr um die erste Type im Barockstil, die auf mathematischer Berechnung und einem genauen Konstruktionsplan basierte. Die Romain du Roi wurde 1702 für das Drucken von Médailles sur les principeaux évènements du règne de Louis le Grand verwendet. Die Merkmale sind eine konsequent senkrecht ausgeformte Schattenachse und Serifen ohne eine starke Kehlung. Trotz des Verbots der Nachahmung dieser Type beeinflusste sie sehr die Entwicklung der Typographie in Frankreich. Pierre Simon Fournier entwickelte 1737 eine Nachbildung dieser Schrift.
Als Nachfolger von Fournier kam François Ambroise Didot (1730–1804). Diese neue Entwicklung ist durch einen verstärkten Kontrast zwischen Grundstrichen und feinen Linien gekennzeichnet, die Haarstriche der Schraffuren sind noch zarter. Wollte Gutenberg noch eine größtmögliche Ähnlichkeit zwischen Druckschriften und Handschriften, so fand nun der Kupferstich immer mehr Eingang in die Gestaltung der Schrift. Die Druckschriften sollten nun wie Kupferstich wirken. Für die Majuskeln und die Minuskeln galten nun bei dieser klassizistischen Form der Antiqua die gleichen Prinzipien.
Giambattista Bodoni vollendete diese klassizistische Schrift in Italien. Er orientierte sich am Anfang stark an der Type Fourniers, bis er 1791 Q.Honoratii Flacci Opera herausgab und darin eine Schrift verwendete, die eine eigene Prägung hatte. Nachdem er sich in das klassizistische Kunstgeschehen vertieft hatte, entwickelte er eine Schrift mit einer individuellen Ausgestaltung, die sich stark von der Handschriftentradition entfernte. Das Schriftbild der unterschiedlichen Bodoni-Schriften ist charakterisiert durch den Kontrast der unterschiedlichen Strichstärken, die Serifen sind dünn und heben sich von den Grundstrichen ab.

### Antiqua in Deutschland
Die Antiquaschriften Venedigs verbreiteten sich in Italien, Deutschland, Frankreich und Spanien. Bis 1480 gab es in Deutschland nur zehn Antiquatypen; mit dem Interesse für den Humanismus nahm auch der Gebrauch dieser Schriften zu. Der Erste, der eine Antiquaschrift in deutschsprachigem Gebiet benutzte, war Adolf Rusch.
Der Drucker und Verleger Johann Amerbach aus Basel verbreitete die Antiquaschriften in Deutschland und in der Schweiz mit dem Druck von u. a. scholastischen Texten, Wörterbüchern und Bibeln. Er besaß 6 Antiquatypen. Basel wurde das Zentrum der Herstellung von Antiquaschriften nördlich der Alpen, aber auch in Augsburg oder in Nürnberg wurden die Antiquaschriften verwendet.
1525 begann man sich auch theoretisch mit der Antiqua zu beschäftigen. Albrecht Dürer schrieb „Underweysung der messung mit dem Zirckel und richtscheyt“, das erste deutschsprachige Buch über die Konstruktion von Antiquabuchstaben. Frühere theoretische Anleitungen zur Gestaltung der Antiqua waren schon in Italien herausgekommen. Diese Bücher handelten ausschließlich von den Majuskeln, die bereits durch ihren Ursprung aus den römischen Inschriften geometrisch ausgeformt waren. Die Minuskeln der Antiqua stammten dagegen aus der handschriftlichen Tradition. Alle diese Veröffentlichungen beschäftigten sich sehr mit dem geometrischen Aufbau der Buchstaben, ohne jedoch die optische Wirkung zu behandeln. Wichtige Vertreter der Antiquaschriften waren der Drucker Johann Froben oder die Schriftgießerei Egelnolff-Luther (17. Jahrhundert).
Zu Beginn des 16. Jahrhunderts wurden die gotischen Schriften vor allem im Buchdruck verwendet. Italien war das erste Land, wo die Antiquatypen allgemeineren Gebrauch fanden. Danach folgten Frankreich sowie Spanien (erste Hälfte des 16. Jahrhunderts), England (um 1700), Schweden und die Niederlande (im 18. Jahrhundert).
Deutschland spielte eine besondere Rolle in dieser typographischen Tradition. Johannes Gutenberg entwickelte die erste deutsche Satzschrift, die Textura, eine gebrochene Schrift. Über die Schwabacher entwickelte sie sich zur Fraktur, die in Deutschland bis 1941 neben der Antiqua als Gebrauchsschrift genutzt wurde. Im Gegensatz zu anderen Ländern, die immer mehr zur Antiqua-Schrift übergingen, wurde sie in Deutschland erst im Laufe des 19. Jahrhunderts verstärkt genutzt (→ Antiqua-Fraktur-Streit).

## Gliederung der Antiquaschriften
Schriftarten werden nach ihrer Entstehungszeit und verschiedenen Gestaltungselementen unterteilt. Als gängige, wenn auch etwas veraltete Gliederung gilt für den deutschsprachigen Raum die DIN 16518 mit einer Unterteilung in elf Gruppen. Davon entfallen acht Gruppen auf Antiqua-Schriften:
- Gruppe I:IIVXVenezianische Renaissance-Antiqua
- Gruppe II:IVXFranzösische Renaissance-Antiqua
- Gruppe III:VXBarock-Antiqua
- Gruppe IV:IIXKlassizistische Antiqua
- Gruppe V:IIIXSerifenbetonte Linear-Antiqua
- Gruppe VI:IIXSerifenlose Linear-Antiqua (Grotesk)
- Gruppe VII:IXAntiqua-Varianten (eine Gruppe mit vielfältigen Merkmalen)
- Gruppe IX:IIVHandschriftliche Antiqua

Die weiteren Gruppen sind Schreibschriften (Gruppe VIII), Gebrochene Schriften (Gruppe X) und Fremde Schriften (Gruppe XI).

Beispiel: Serifen
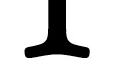
Stempel-Schneider, eine venezianische Renaissance-Antiqua
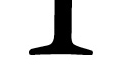
Garamond, eine französische Renaissance-Antiqua
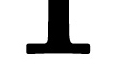
Adobe-Caslon, eine Barock-Antiqua
Bauer-Bodoni, eine klassizistische Antiqua
Clarendon, eine serifenbetonte Linear-Antiqua
Helvetica, eine serifenlose Linear-Antiqua